# Знаки поштової оплати СРСР 1924
Знаки поштової оплати СРСР 1924 — перелік поштових марок, введених в обіг поштою СРСР у 1924 році.
З 27 січня по грудень 1924 року було випущено 45 поштових марок, у тому числі 17 пам'ятних (художніх, комеморативних), та 28 стандартних першого випуску або «золотого стандарту» (1923—1927), номінал якого (на відміну від совзнаків) було надано у золотому еквіваленті. Дизайн стандартних марок відповідав останньому випуску стандартніх марок РРФСР. Тематику комеморативних марок було змінено у зв'язку з трауром і повінню в Ленінграді. До обігу надійшли знаки поштової оплати номіналом від 0,01 до 5,00 карбованців.
Перелік відсортований за номерами каталогу марок СРСР.

## Список комеморативних марок
У зв'язку зі смертю В. І. Леніна був скоректований план випуску комеморативних поштових марок СРСР. Для малюнка траурної марки художником І. Дубасовим була використана зменшена до розмірів марки фотографія П. А. Оцупа, котрий сфотографував В. І. Леніна 16 жовтня 1918 року в його робочому кабінеті, яку було обведено червоною і чорною рамками. Остаточний текст на марках написаний художником Держзнаку В. К. Купріяновим. 26 січня в 20 годин марка була затверджена до друку заступником народного комісара пошти і телеграфів РРФСР А. Мусатовим.
| № у каталозі            | Зображення | Опис та джерело                                                | Номінал, карб. | Дата введення в обіг   | Тираж     | Дизайн                  |
| ----------------------- | ---------- | -------------------------------------------------------------- | -------------- | ---------------------- | --------- | ----------------------- |
| № 195 (Mi #238)         |            | В. І. Ленін (траур)                                            | 0,03           | 27 січня 1924 року     | 100 000   | Іван Дубасов            |
| № 196 (Mi #239)         |            | В. І. Ленін (траур)                                            | 0,06           | 27 січня 1924 року     | 500 000   | Іван Дубасов            |
| № 197 (Mi #240)         |            | В. І. Ленін (траур)                                            | 0,12           | 27 січня 1924 року     | 300 000   | Іван Дубасов            |
| № 198 (Mi #241)         |            | В. І. Ленін (траур)                                            | 0,20           | 27 січня 1924 року     | 300 000   | Іван Дубасов            |
| № 199 (Mi #238 II B)    |            | В. І. Ленін (траур)                                            | 0,03           | березень 1924 року     | 450 000   | Іван Дубасов            |
| № 200 (Mi #239 II B)    |            | В. І. Ленін (траур)                                            | 0,06           | березень 1924 року     | 400 000   | Іван Дубасов            |
| № 201 (Mi #240 II B)    |            | В. І. Ленін (траур)                                            | 0,12           | березень 1924 року     | 400 000   | Іван Дубасов            |
| № 201-I (Mi #240 III A) |            | В. І. Ленін (траур)                                            | 0,12           | березень 1924 року     | 400 000   | Іван Дубасов            |
| № 202 (Mi #241 II B)    |            | В. І. Ленін (траур)                                            | 0,20           | березень 1924 року     | 450 000   | Іван Дубасов            |
| № 207 (Mi #262)         |            | Поштово-благодійний випуск «Потерпілому від повені Ленінграду» | 0,03+0,10      | 20 листопада 1924 року | 1 000 000 | Гюнтер-Фрідріх Рейндорф |
| № 208 (Mi #263)         |            | Поштово-благодійний випуск «Потерпілому від повені Ленінграду» | 0,07+0,20      | 20 листопада 1924 року | 1 000 000 | Гюнтер-Фрідріх Рейндорф |
| № 209 (Mi #264)         |            | Поштово-благодійний випуск «Потерпілому від повені Ленінграду» | 0,12+0,40      | 20 листопада 1924 року | 750 000   | Гюнтер-Фрідріх Рейндорф |
| № 210 (Mi #265)         |            | Поштово-благодійний випуск «Потерпілому від повені Ленінграду» | 0,14+0,30      | 20 листопада 1924 року | 1 000 000 | Гюнтер-Фрідріх Рейндорф |
| № 211 (Mi #266)         |            | Поштово-благодійний випуск «Потерпілому від повені Ленінграду» | 0,20+0,50      | 20 листопада 1924 року | 1 000 000 | Гюнтер-Фрідріх Рейндорф |

## Перший випуск стандартних марок (1923—1927)
З 31 січня 1924 року була продовжена емісія поштових марок золотого стандартного випуску: надійшли до обігу марки номіналом від 0,01 до 5,00 карб. Малюнок на поштових марках першого стандартного випуску СРСР повторював зображення на марках четвертого стандартного випуску РРФСР (1922—1923 років). Відмітна особливість поштових марок «золотого» стандарту: їх продавали на пошті за номіналом, який було встановлено котировальной комісією Московської товарної біржі відповідно до курсу дня золотого карбованця. В зв'язку з тим, що перерахунок поштових тарифів на грошові знаки протягом року проводився за курсом червонця, котрий щодня коливался і слідом відповідно змінювалися поштові тарифи, яки були виражені в радзнаках.
| № у каталозі              | Зображення | Опис та джерело                    | Номінал, карб. | Дата введення в обіг | Тираж   | Дизайн                                                                  |
| ------------------------- | ---------- | ---------------------------------- | -------------- | -------------------- | ------- | ----------------------------------------------------------------------- |
| № 108 (Mi #237)           |            | рос. Красноармеец (Червоноармієць) | 1,00           | 31 січня 1924 року   | масовий | скульптор Іван Шадр оформлення Дмитро Голядкин гравер Олексій Троїцький |
| № 109 (Mi #229 II)        |            | рос. Крестьянин (Селянин)          | 0,02           | травень 1924 року    | масовий | скульптор Іван Шадр оформлення Дмитро Голядкин гравер Олексій Троїцький |
| № 112 № 112А (Mi #233 II) |            | рос. Крестьянин (Селянин)          | 0,06           | червень 1924 року    | масовий | скульптор Іван Шадр оформлення Дмитро Голядкин гравер Олексій Троїцький |
| № 113 № 113А (Mi #248)    |            | рос. Красноармеец (Червоноармієць) | 0,07           | 1924 рік             | масовий | скульптор Іван Шадр оформлення Дмитро Голядкин гравер Олексій Троїцький |
| № 114 № 114А (Mi #249)    |            | рос. Рабочий (Робітник)            | 0,08           | 1924 рік             | масовий | скульптор Іван Шадр оформлення Дмитро Голядкин гравер Олексій Троїцький |
| № 115 № 115А (Mi #250)    |            | рос. Крестьянин (Селянин)          | 0,09           | 1924 рік             | масовий | скульптор Іван Шадр оформлення Дмитро Голядкин гравер Олексій Троїцький |
| № 117 (Mi #235 II)        |            | рос. Рабочий (Робітник)            | 0,20           | червень 1924 року    | масовий | скульптор Іван Шадр оформлення Дмитро Голядкин гравер Олексій Троїцький |
| № 118 № 118А (Mi #255)    |            | рос. Крестьянин (Селянин)          | 0,30           | 1924 рік             | масовий | скульптор Іван Шадр оформлення Дмитро Голядкин гравер Олексій Троїцький |
| № 119 № 119А (Mi #256)    |            | рос. Красноармеец (Червоноармієць) | 0,40           | 1924 рік             | масовий | скульптор Іван Шадр оформлення Дмитро Голядкин гравер Олексій Троїцький |
| № 120 (Mi #236 II)        |            | рос. Крестьянин (Селянин)          | 0,50           | январь 1924 года     | масовий | скульптор Іван Шадр оформлення Дмитро Голядкин гравер Олексій Троїцький |
| № 121 (Mi #237 II)        |            | рос. Красноармеец (Червоноармієць) | 1,00           | 1924 рік             | масовий | скульптор Іван Шадр оформлення Дмитро Голядкин гравер Олексій Троїцький |
| № 122 № 122А (Mi #259)    |            | рос. Рабочий (Робітник)            | 2,00           | 1924 рік             | масовий | скульптор Іван Шадр оформлення Дмитро Голядкин гравер Олексій Троїцький |
| № 123 (Mi #260)           |            | рос. Красноармеец (Червоноармієць) | 3,00           | 1924 рік             | масовий | скульптор Іван Шадр оформлення Дмитро Голядкин гравер Олексій Троїцький |
| № 124 № 124А (Mi #261)    |            | рос. Рабочий (Робітник)            | 5,00           | 1924 рік             | масовий | скульптор Іван Шадр оформлення Дмитро Голядкин гравер Олексій Троїцький |
| № 125 (Mi #242 I A)       |            | рос. Рабочий (Робітник)            | 0,01           | липень 1924 року     | масовий | скульптор Іван Шадр оформлення Дмитро Голядкин гравер Олексій Троїцький |
| № 126 (Mi #243 I A)       |            | рос. Крестьянин (Селянин)          | 0,02           | травень 1924 року    | масовий | скульптор Іван Шадр оформлення Дмитро Голядкин гравер Олексій Троїцький |
| № 127 (Mi #244 I A)       |            | рос. Красноармеец (Червоноармієць) | 0,03           | лютий 1924 року      | масовий | скульптор Іван Шадр оформлення Дмитро Голядкин гравер Олексій Троїцький |
| № 128 (Mi #245 I A)       |            | рос. Рабочий (Робітник)            | 0,04           | лютий 1924 року      | масовий | скульптор Іван Шадр оформлення Дмитро Голядкин гравер Олексій Троїцький |
| № 129 (Mi #246 I A)       |            | рос. Рабочий (Робітник)            | 0,05           | липень 1924 року     | масовий | скульптор Іван Шадр оформлення Дмитро Голядкин гравер Олексій Троїцький |
| № 130 (Mi #247 I A)       |            | рос. Крестьянин (Селянин)          | 0,06           | червень 1924 року    | масовий | скульптор Іван Шадр оформлення Дмитро Голядкин гравер Олексій Троїцький |
| № 131 (Mi #248 I A)       |            | рос. Красноармеец (Червоноармієць) | 0,07           | 23 травня 1924 року  | масовий | скульптор Іван Шадр оформлення Дмитро Голядкин гравер Олексій Троїцький |
| № 132 (Mi #249 I A)       |            | рос. Рабочий (Робітник)            | 0,08           | 23 травня 1924 року  | масовий | скульптор Іван Шадр оформлення Дмитро Голядкин гравер Олексій Троїцький |
| № 133 (Mi #250 I A)       |            | рос. Крестьянин (Селянин)          | 0,09           | 23 травня 1924 року  | масовий | скульптор Іван Шадр оформлення Дмитро Голядкин гравер Олексій Троїцький |
| № 134 (Mi #251 I A)       |            | рос. Красноармеец (Червоноармієць) | 0,10           | лютий 1924 року      | масовий | скульптор Іван Шадр оформлення Дмитро Голядкин гравер Олексій Троїцький |
| № 137 (Mi #254 I A)       |            | рос. Рабочий (Робітник)            | 0,20           | лютий 1924 року      | масовий | скульптор Іван Шадр оформлення Дмитро Голядкин гравер Олексій Троїцький |
| № 138 (Mi #255 I A)       |            | рос. Крестьянин (Селянин)          | 0,30           | 23 травня 1924 року  | масовий | скульптор Іван Шадр оформлення Дмитро Голядкин гравер Олексій Троїцький |
| № 139 (Mi #256 I A)       |            | рос. Красноармеец (Червоноармієць) | 0,40           | 23 травня 1924 року  | масовий | скульптор Іван Шадр оформлення Дмитро Голядкин гравер Олексій Троїцький |
| № 140 (Mi #257 I A)       |            | рос. Крестьянин (Селянин)          | 0,50           | грудень 1924 року    | масовий | скульптор Іван Шадр оформлення Дмитро Голядкин гравер Олексій Троїцький |
| № 141 (Mi #258 I A)       |            | рос. Красноармеец (Червоноармієць) | 1,00           | липень 1924 року     | масовий | скульптор Іван Шадр оформлення Дмитро Голядкин гравер Олексій Троїцький |
| № 142 (Mi #259 I A)       |            | рос. Рабочий (Робітник)            | 2,00           | 23 травня 1924 року  | масовий | скульптор Іван Шадр оформлення Дмитро Голядкин гравер Олексій Троїцький |
| № 143 (Mi #260 I C)       |            | рос. Красноармеец (Червоноармієць) | 3,00           | 29 травня 1924 року  | масовий | скульптор Іван Шадр оформлення Дмитро Голядкин гравер Олексій Троїцький |
| № 143А (Mi #260 I D)      |            | рос. Красноармеец (Червоноармієць) | 3,00           | 29 травня 1924 року  | масовий | скульптор Іван Шадр оформлення Дмитро Голядкин гравер Олексій Троїцький |
| № 143Б (Mi #260 ICI)      |            | рос. Красноармеец (Червоноармієць) | 3,00           | 29 травня 1924 року  | масовий | скульптор Іван Шадр оформлення Дмитро Голядкин гравер Олексій Троїцький |
| № 144 (Mi #261)           |            | рос. Рабочий (Робітник)            | 5,00           | 29 травня 1924 року  | масовий | скульптор Іван Шадр оформлення Дмитро Голядкин гравер Олексій Троїцький |
| № 145 (Mi #245 II A)      |            | рос. Рабочий (Робітник)            | 0,04           | лютий 1924 року      | масовий | скульптор Іван Шадр оформлення Дмитро Голядкин гравер Олексій Троїцький |
| № 146 (Mi #251 II A)      |            | рос. Красноармеец (Червоноармієць) | 0,10           | лютий 1924 року      | масовий | скульптор Іван Шадр оформлення Дмитро Голядкин гравер Олексій Троїцький |
| № 147 (Mi #255 II A)      |            | рос. Крестьянин (Селянин)          | 0,30           | 27 травня 1924 року  | масовий | скульптор Іван Шадр оформлення Дмитро Голядкин гравер Олексій Троїцький |
| № 148 (Mi #256 II A)      |            | рос. Красноармеец (Червоноармієць) | 0,40           | 27 травня 1924 року  | масовий | скульптор Іван Шадр оформлення Дмитро Голядкин гравер Олексій Троїцький |
| № 149 (Mi #242 I B)       |            | рос. Рабочий (Робітник)            | 0,01           | вересень 1924 року   | масовий | скульптор Іван Шадр оформлення Дмитро Голядкин гравер Олексій Троїцький |
| № 150 (Mi #243 I B)       |            | рос. Крестьянин (Селянин)          | 0,02           | листопад 1924 року   | масовий | скульптор Іван Шадр оформлення Дмитро Голядкин гравер Олексій Троїцький |
| № 152 (Mi #245 I B)       |            | рос. Рабочий (Робітник)            | 0,04           | грудень 1924 року    | масовий | скульптор Іван Шадр оформлення Дмитро Голядкин гравер Олексій Троїцький |
| № 154 (Mi #247 I B)       |            | рос. Крестьянин (Селянин)          | 0,06           | червень 1924 року    | масовий | скульптор Іван Шадр оформлення Дмитро Голядкин гравер Олексій Троїцький |
| № 155 (Mi #248 I B)       |            | рос. Красноармеец (Червоноармієць) | 0,07           | вересень 1924 року   | масовий | скульптор Іван Шадр оформлення Дмитро Голядкин гравер Олексій Троїцький |
| № 156 (Mi #249 I B)       |            | рос. Рабочий (Робітник)            | 0,08           | грудень 1924 року    | масовий | скульптор Іван Шадр оформлення Дмитро Голядкин гравер Олексій Троїцький |
| № 158 (Mi #251 I B)       |            | рос. Красноармеец (Червоноармієць) | 0,10           | жовтень 1924 року    | масовий | скульптор Іван Шадр оформлення Дмитро Голядкин гравер Олексій Троїцький |
| № 137A (Mi #254 I B)      |            | рос. Рабочий (Робітник)            | 0,20           | жовтень 1924 року    | масовий | скульптор Іван Шадр оформлення Дмитро Голядкин гравер Олексій Троїцький |
| № 164 (Mi #255 I B)       |            | рос. Крестьянин (Селянин)          | 0,30           | груюень 1924 року    | масовий | скульптор Іван Шадр оформлення Дмитро Голядкин гравер Олексій Троїцький |
| № 166 (Mi #257 I B)       |            | рос. Крестьянин (Селянин)          | 0,50           | груюень 1924 року    | масовий | скульптор Іван Шадр оформлення Дмитро Голядкин гравер Олексій Троїцький |

## Авіапоштові марки
Крім того, з 5 травня по грудень 1924 року випускалися перші авіапоштові марки СРСР чотирьох номіналів з надпечаткой номіналу в золотій валюті, розміром 21×25,5 мм на маркових аркушах (5х5 примірників на кожному аркуші). Перші авіапоштові марки СРСР були підготовлені до жовтня 1923 року, однак у зв'язку з настанням осені і припиненням польотів до весни такі знаки поштової оплати до обігу не надійшли. Навесні 1924 року у зв'язку зі зміною курсу валюти та разом з нею поштових тарифів, на марках випуску 1923 була проведена друкарська надпечатка чорного кольору нового номіналу (5; 10; 15; 20 копійок золотом). Серія вийшла в обіг тільки в травні 1924 року і використовувалася для оплати поштових відправлень, що пересилаються авіапоштою.
| № у каталозі    | Зображення | Опис та джерело                   | Номінал, карб.      | Дата введення в обіг | Тираж   | Дизайн       |
| --------------- | ---------- | --------------------------------- | ------------------- | -------------------- | ------- | ------------ |
| № 203 (Mi #267) |            | рос. Летящий моноплан (Моноплан). | 3,00 з надпечаткою  | 5 травня 1924 року   | 450 000 | Іван Дубасов |
| № 204 (Mi #268) |            | рос. Летящий моноплан (Моноплан). | 5,00 з надпечаткою  | 5 травня 1924 року   | 450 000 | Іван Дубасов |
| № 205 (Mi #269) |            | рос. Летящий моноплан (Моноплан). | 1,00 з надпечаткою  | 5 травня 1924 року   | 950 000 | Іван Дубасов |
| № 206 (Mi #270) |            | рос. Летящий моноплан (Моноплан). | 10,00 з надпечаткою | 1 грудня 1924 року   | 45 000  | Іван Дубасов |